# Купер Ландинг (Аљаска)
Купер Ландинг (енгл. Cooper Landing) насељено је место без административног статуса у америчкој савезној држави Аљаска.

## Демографија
По попису из 2010. године број становника је 289, што је 80 (-21,7%) становника мање него 2000. године.
| Група             | 2000.       | 2010.       |
| Белци             | 334 (90,5%) | 276 (95,5%) |
| Афроамериканци    | 1 (0,3%)    | 0 (0,0%)    |
| Азијати           | 6 (1,6%)    | 2 (0,7%)    |
| Хиспаноамериканци | 4 (1,1%)    | 0 (0,0%)    |
| Укупно            | 369         | 289         |